# Hotel Bellevue (Berlín)

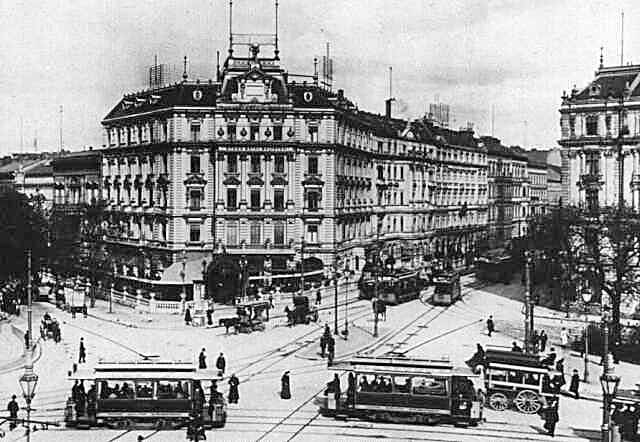
Gran Hotel Bellevue en Potsdamer Platz, 1903

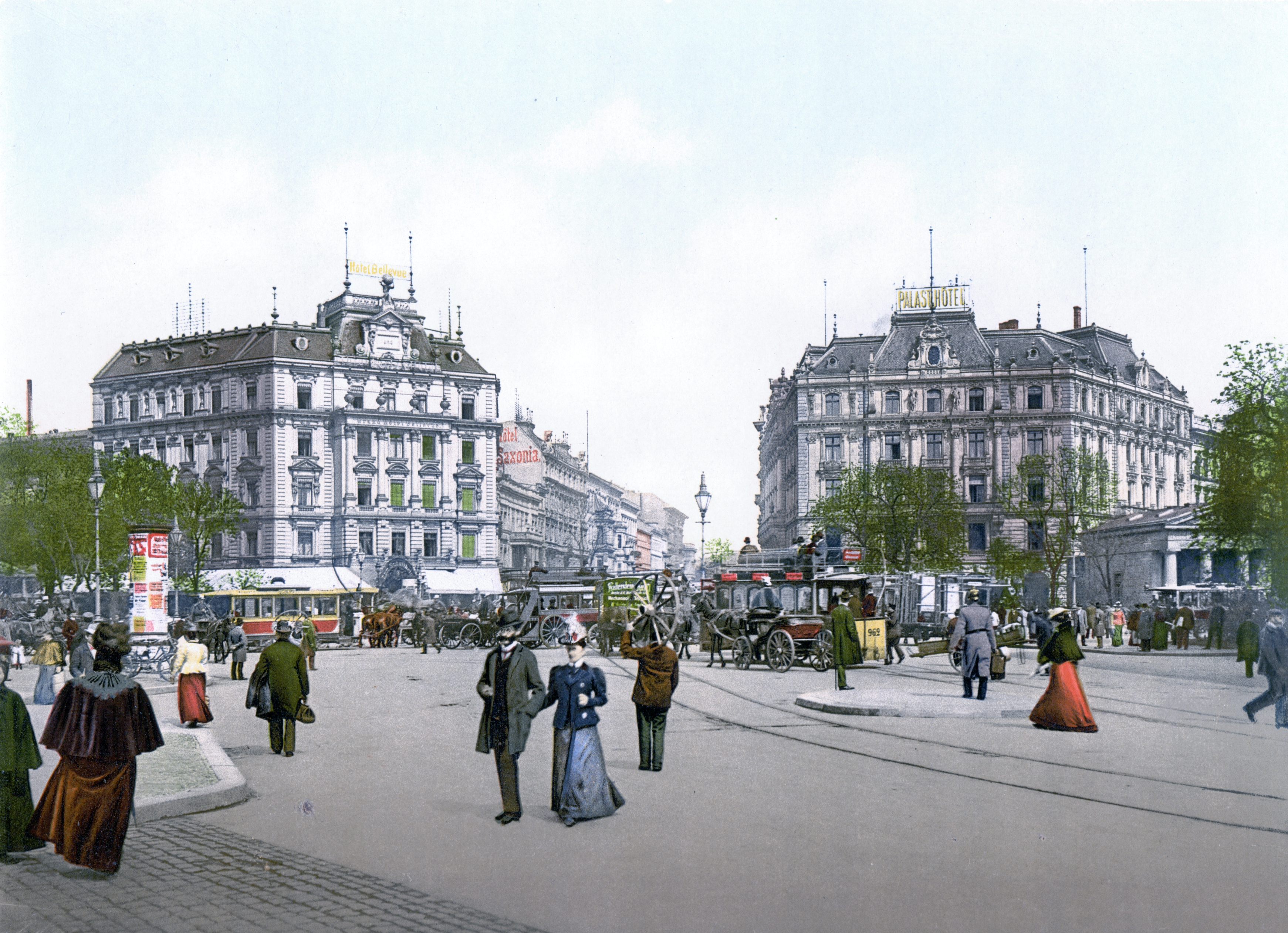
Hotel Bellevue con su edificio vecino de diseño similar, el Palace Hotel. Impresión fotocromática de alrededor de 1900.

El Hotel Bellevue fue el primer gran hotel de la Potsdamer Platz de Berlín a finales del siglo XIX.

## Historia
El edificio de cinco pisos se encontraba en Potsdamer Platz 1 en el extremo sur del triángulo de Lenné entre Bellevuestrasse y Königgrätzer Strasse, la actual Ebertstrasse. Fue construido según los planos del arquitecto Ludwig Heim y se inauguró alrededor de 1884/85. Inicialmente se llamó Hôtel du Parc, más tarde también se conoció como Thiergarten-Hotel.
Con su arquitectura basada en modelos internacionales, anunció la era de los magníficos edificios en Potsdamer Platz. A principios del siglo XX, junto con el hotel e enfrente -también diseñado por Ludwig Heim- y el lujoso Hotel Fürstenhof, perteneció a la siglo al Aschinger Cía. Fue demolido nuevamente en 1928 para dar paso a la construcción del Columbushaus. Hoy, el lugar donde una vez estuvo el Hotel Bellevue está sin desarrollar. Inmediatamente detrás está el del día 10. Beisheim Center inaugurado en enero de 2004.

Como Hôtel du Parc, fue uno de los escenarios de la novela Cécile de Theodor Fontane, quien vivió no muy lejos en Potsdamer Straße desde 1872 hasta su muerte en 1898. 134c (desde 1938: n. 15) residió. La casa con el apartamento de Fontane fue demolida en 1906.

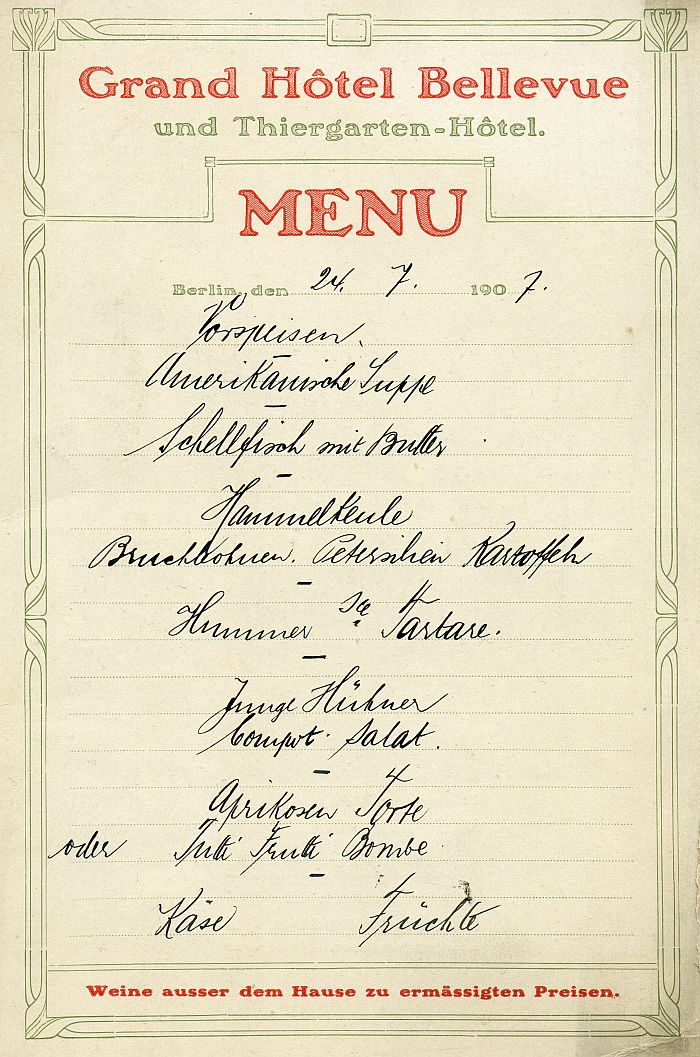
Tarjeta de menú de 1907
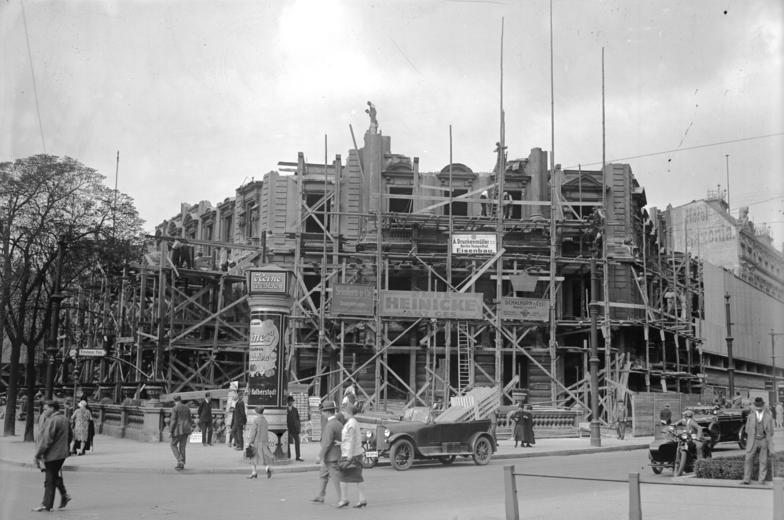
Demolición del hotel, 1928